# Gabriel Salvà Mercadal
Gabriel Salvà Mercadal «es vicari Sineu» (Es Capdellà, Calvià, 1895 - Santa Maria del Camí, 1964), fou un sacerdot mallorquí.
Era fill de Joan Salvà, des Capdellà, que feia carretons de batre, murters, moles per moldre, etc., i de la santamariera Catalina Mercadal, dita «Sineu». Ordenat prevere el 17 de juny de 1925, va ser custos de l'església del Convent de Nostra Senyora de la Soledat de Santa Maria entre 1925 i 1950, on dugué a terme una enorme labor social, cultural i sacerdotal. Fou obligat a abandonar el convent l'any 1950 i, després d'ajudar una temporada a la parròquia de Bunyola, fou nomenat rector de Sant Ferran de ses Roques i arxipreste de Formentera (1951-1963). Allà, conegut popularment com a «don Gabriel», promogué les obres de construcció del saló parroquial i de reforma de l'església. Per a les tasques de restauració del temple hi va fer anar el santamarier Joan Juan Pastor «Cabil·la» que va pintar els frescos de l'interior. Salvà també impulsà l'aparició de dues sales de cinema (d'estiu i d'hivern) que estigueren obertes fins al 1974. Morí a Santa Maria del Camí, on s'havia retirat des de feia dos anys a causa de la seva mala salut, el 14 de juliol de 1964.